# Liste der Michigan State Historic Sites im Gladwin County

Lage des Gladwin Countys in Michigan

Diese Liste der Michigan State Historic Sites im Gladwin County nennt alle als Michigan State Historic Site eingestuften historischen Stätten im Gladwin County im US-Bundesstaat Michigan. Die mit † markierten Stätten sind gleichzeitig im National Register of Historic Places eingetragen.
| Name                                        | Bild | Lage                         | Ort              | Eintrag seit  |
| ------------------------------------------- | ---- | ---------------------------- | ---------------- | ------------- |
| Zion Evangelical Lutheran Church and School |      | 3555-3557 North Oberlin Road | Sherman Township | 20. Nov. 1987 |

## Belege
1. ↑  National Register Information System. In: National Register of Historic Places. National Park Service, abgerufen am 13. März 2009 (englisch).